# Idopterum novaepommeraniae
Idopterum novaepommeraniae là một loài bướm đêm thuộc phân họ Arctiinae, họ Erebidae.